# Carlos Ortega (futbolista)
Carlos Alberto Ortega Ferrada (n. Tomé, Chile, 25 de marzo de 1973) es un exfutbolista chileno. Jugaba de portero y militó en diversos equipos de Chile. Se formó futbolísticamente en Unión Española, pero fue en Huachipato donde jugó la mayor parte de su carrera futbolística.

## Clubes
| Club                      | País  | Año       |
| ------------------------- | ----- | --------- |
| Deportes Talcahuano       | Chile | 1991      |
| Huachipato                | Chile | 1992-2001 |
| Universidad de Concepción | Chile | 2002-2003 |
| Cobreloa                  | Chile | 2004-2006 |
| Deportes Antofagasta      | Chile | 2007-2010 |